# Frank Brangwyn

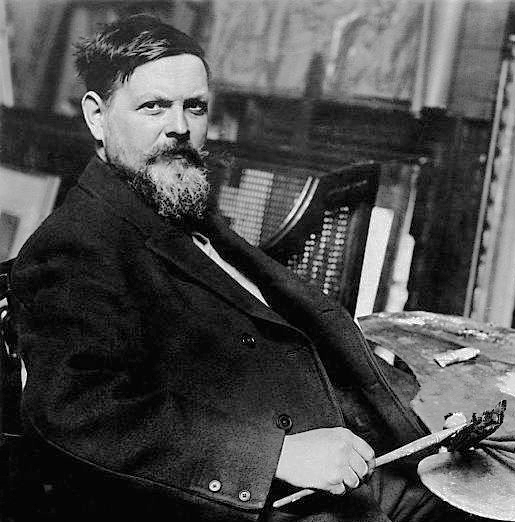
Portret van Frank Brangwyn

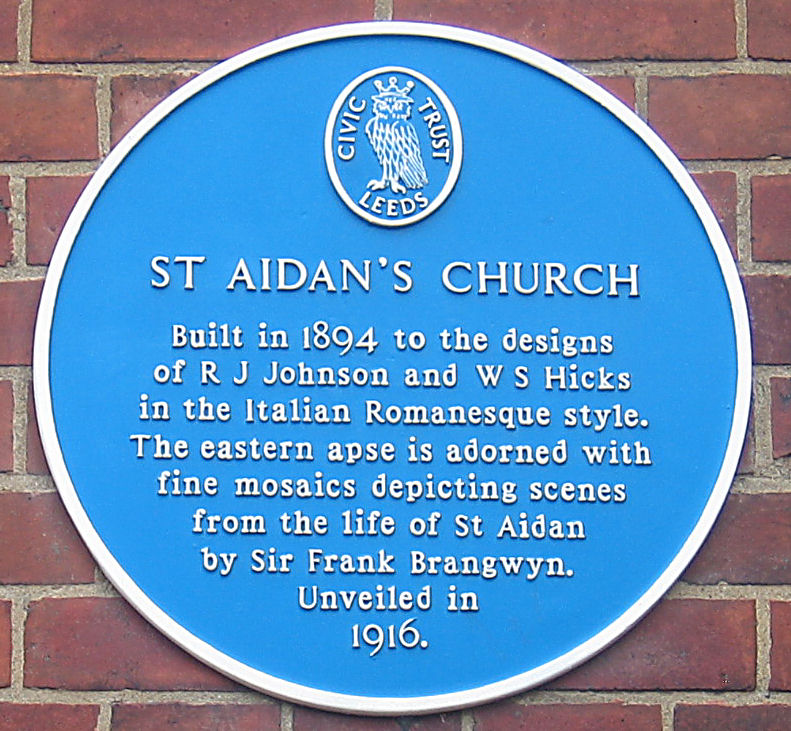
Gevelplaat aan de St.Aidan's Kerk

Frank William Brangwyn (Brugge, 12 mei 1867 – Ditchling (Engeland), 11 juni 1956) was een Britse kunstenaar, schilder, aquarellist, graveur, illustrator en vormgever.

## Levensloop
Brangwyn werd in Brugge geboren, omdat zijn vader William Curtis Brangwyn, architect, kunstschilder en textielontwerper, er zich had gevestigd na het winnen van een wedstrijd georganiseerd door het Belgische Gilde van St. Thomas en St. Lucas. In 1874 verhuisde het gezin terug naar het Verenigd Koninkrijk. Brangwyn trouwde in 1896 met Lucy Ray die in 1924 kinderloos overleed.
Hij huurde Temple Lodge, Queen Street 51, in Hammersmith van 1900 tot 1937/38 en kocht Jointure, in Ditchling, Sussex in 1918. Hij overleed op 11 juni 1956 in zijn huis in Sussex.

## Kunstenaar
Frank Brangwyn kreeg zijn eerste opleiding van zijn vader en later van Arthur Heygate Mackmurdo. Hij werkte een paar jaar in de ateliers van William Morris, waar hij vertrouwd werd gemaakt met de Arts and Craftsbeweging.  maar hij was grotendeels een autodidact zonder echt kunstonderwijs. Toen, op de leeftijd van zeventien, een van zijn schilderijen werd getoond op de Royal Academy Summer Exhibition, werd hij gesterkt in zijn overtuiging artiest te worden. 
Aanvankelijk schilderde hij traditionele onderwerpen over de zee en het leven op de zee. Zijn doek, Funeral At Sea (1890) won een medaille op het Salon van Parijs in 1891. Het beperkte palet in dit schilderij was een typisch voorbeeld van zijn Newlyn periode. In 1895 decoreerde hij de gevel van L'Art Nouveau, een galerie in Parijs die een trefpunt was van de hedendaagse kunst.
In de 19e eeuw was het oriëntalisme uitgegroeid tot een aantrekkelijk thema voor vele schilders. Al spoedig werd Brangwyn aangetrokken door het licht en de heldere kleuren van deze zuidelijke landen. Hij reisde naar Istanboel en de Zwarte Zee, door te werken als knecht voor zijn passage. Hij maakte vele schilderijen en tekeningen, met name in Spanje, Marokko, Egypte en Turkije. Dit resulteerde in een aanzienlijke verandering van zijn manier van werken. Hij reisde verder in verschillende delen van Afrika en ook in Zuid-Afrika. 

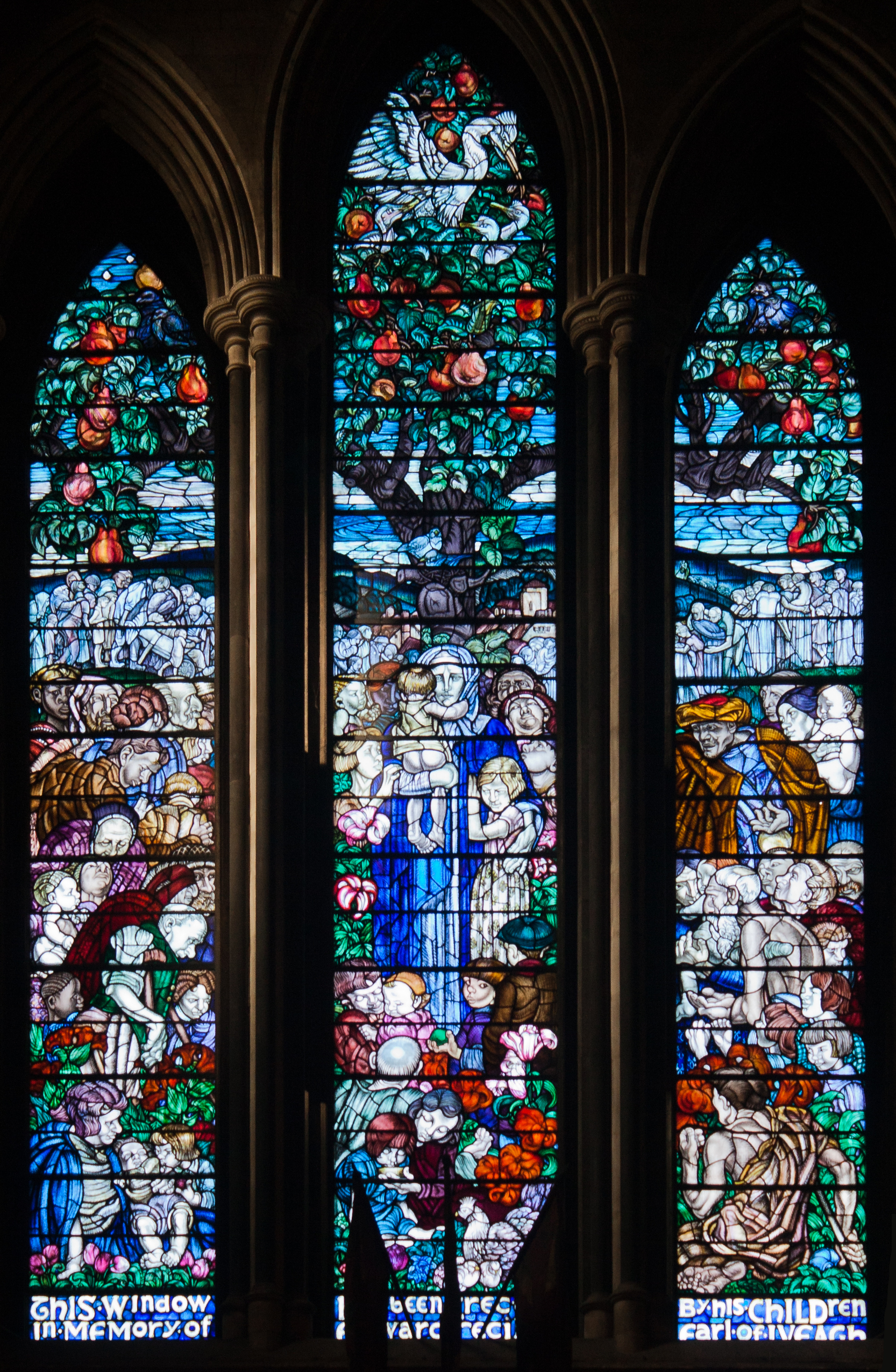
Glasramen in Saint Patrick's cathedral, Dublin, ontworpen door Frank Brangwyn

Brangwyn werd bekend door de British Panels (1925 - 1932), 16 zeer grote werken met een totale oppervlakte van 280 vierkante meter, oorspronkelijk bestemd voor de Koninklijke Galerij bij het House of Lords in Westminster, maar ze werden geweigerd omdat ze te kleurrijk en te levendig voor de locatie waren. Ze werden dan maar gehuisvest in Swansea in een concertzaal die de Brangwyn Hall (Welsh: Neuadd y Brangwyn) werd genoemd. Hij werd ook gekozen voor het versieren van de 1e klas eetzaal van Canadian Pacific liner, RMS Empress of Britain (1930-1931).
Zijn oeuvre was zeer uiteenlopend. Naast schilderijen en tekeningen, maakte hij ontwerpen voor glas in lood, meubels, keramiek, tapijten, glaswerk, gebouwen en interieurs. Hij was lithograaf, etser, houtsnijder en illustrator van boeken en tekenaar van ex-librissen. Tussen 1900 en 1933 maakte hij ongeveer 350 etsen. In 1952 schatte Clifford Musgrave dat Brangwyn meer dan 12.000 werken geproduceerd had.
Frank Brangwyn werd niet gediend door de enorme hoeveelheid van zijn producties in de meest uiteenlopende kunstvormen en materialen. In het Verenigd Koninkrijk is hij door de kritiek steeds nogal kleinerend behandeld. Hij kreeg meer waardering op het vasteland en in de Verenigde Staten.

## Brugge

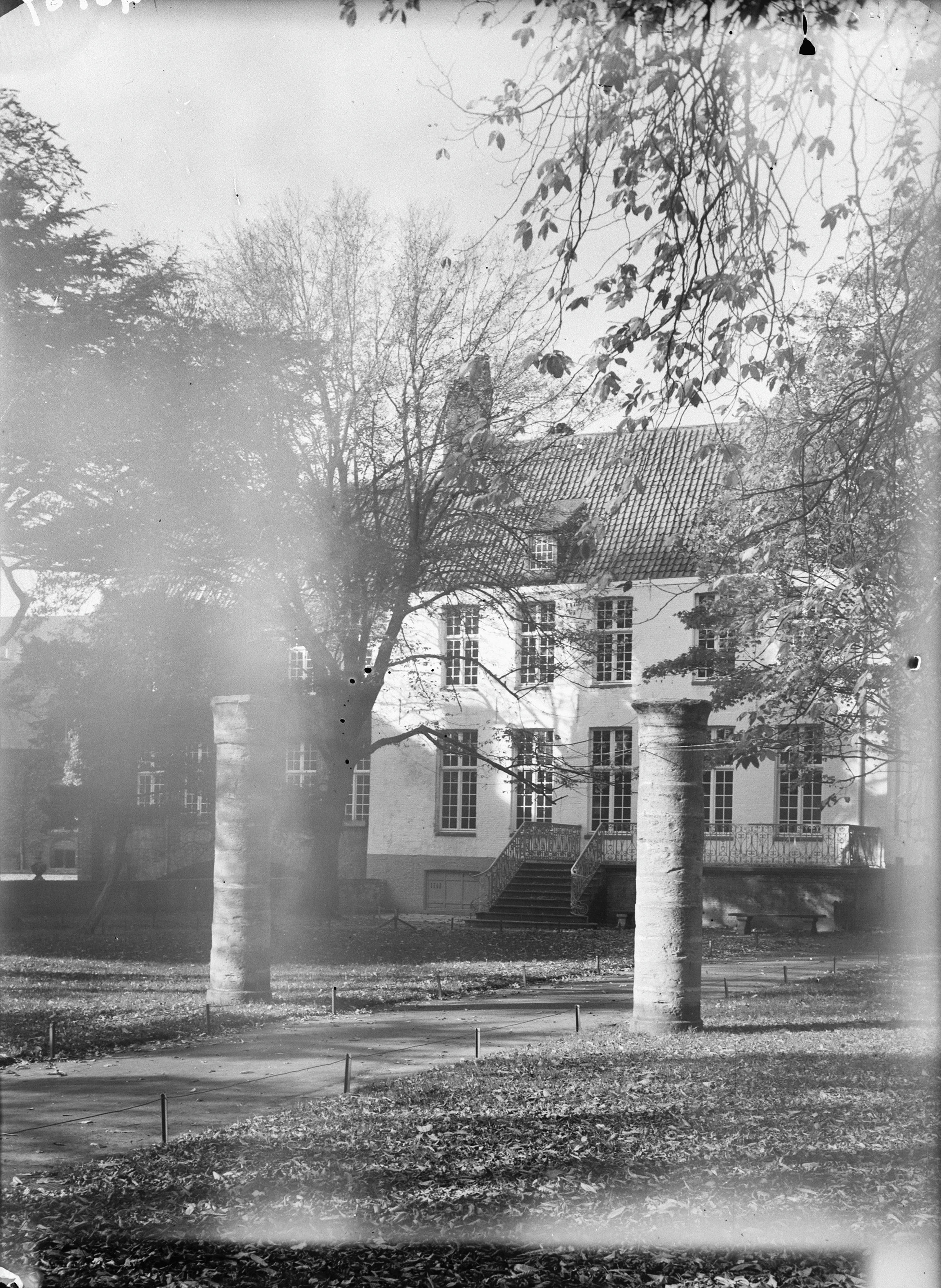
Gezicht op de tuinzijde van het Arentshof - Brangwynmuseum

Brangwyn bleef zijn leven lang contact onderhouden met zijn geboortestad. In 1936 schonk hij aan die stad meer dan 400 van zijn werken, waarbij werd afgesproken dat in het Arentshuis een permanent Brangwynmuseum zou worden georganiseerd.

## Affiches
Hoewel Brangwyn meer dan 80 ontwerpen voor affiches produceerde tijdens de Eerste Wereldoorlog, was hij niet echt een oorlogskunstenaar. Zijn affiche van een Tommy die met een bajonet een vijandelijke soldaat aanvalt, lokte kritiek uit zowel in Groot-Brittannië als in Duitsland.

## In de Verenigde Staten
Hoewel hij nooit de Verenigde Staten bezocht zijn heel wat van zijn werken daar terechtgekomen. Hij maakte muurschilderijen voor gebouwen in Californië, New York, Ohio en Missouri. Zijn wandschilderij voor Cuyahoga County Court House in Cleveland (1911-15) werd door de New York Times aangekondigd als the largest picture ever painted in London for shipment abroad. Zijn best bekende wandschilderijen zijn die van de Rockefeller Building, 30 Rockefeller Plaza, New York (1930-34).
Daarnaast werd Brangwyn in de Verenigde Staten bekend door zijn deelname aan kunsttentoonstellingen. De eerste maal was dit in Chicago in 1893. Hij nam verder deel aan de eerste Carnegie International in 1896, en in Pittsburgh in 1897, 1899, 1902, 1907, 1925, 1926, en 1928. Het Carnegie Museum of Art bezit werk van hem.

## Eerbetoon
- Brangwyn werd in het Verenigd Koninkrijk geridderd in 1941.
- België bedankte hem voor zijn milde gift door hem te benoemen tot Grootofficier in de Orde van Leopold II.
- Brugge verleende hem de hoogst zeldzame titel van ereburger van de stad.
- In 1919 werd Brangwyn lid van de Royal Academy.
- In 1920 werd hij buitenlands lid van de Koninklijke Vlaamse Academie voor Wetenschappen en Kunsten van België.
- In 1925–1926 was hij President van de Royal Birmingham Society of Artists.